# Margaret Clap
Margaret Clap oder Mother Clap († 1726 in London) war eine englische Wirtin für einen Club für Homosexuelle (einem sog. Molly House) in London. Über ihr eigentliches Leben ist wenig bekannt. Sie ist eine der bedeutendsten Personen der schwulen Subkultur im 18. Jahrhundert.
Die Herkunft Claps liegt im Dunkeln. Im England des 18. Jahrhunderts lebten viele Homosexuelle noch ihre sexuelle Orientierung im Untergrund aus. In ihrem Coffee Shop eröffnete Margaret Clap eine Bar, wo viele Homosexuelle Zuflucht fanden. Daraus entwickelte sich schnell eine Art „Kultur“, die man „Molly“ nannte. In dieser Kultur entstanden einige besondere Rituale. Eines dieser war, dass die Männer so taten, als würden sie ein Baby gebären. Dieses Baby war meist ein Gegenstand wie ein Stück Holz. Nach dieser Geburt wurde der Gegenstand in Windeln gewickelt und wie ein echtes Baby behandelt.
Margaret Clap hatte damit geworben, dass sich in jedem Zimmer ein Bett befinde. Mother Clap verließ selten die Bar. Wahrscheinlich war die Bar auch gleichzeitig ihr Haus. 
1726 wurde die Polizei auf die Bar aufmerksam. Zunächst schickte sie einen jungen Mann anonym in die Bar. Dieser sollte überprüfen, ob die Gerüchte wahr waren. Da mit der Sexualität in Claps Bar offen umgegangen wurde, begannen die anderen Gäste um ihn zu werben. Der attraktive Mann berichtete der Polizei von den Zuständen im Molly House, die darauf den Club stürmte. Bis auf drei Männer konnten alle fliehen. Die Gefangenen wurden am Galgen erhängt.
Wie genau Clap starb, ist nicht genau bewiesen. Einige Quellen sagen, dass sie während der Polizeiaktion getötet wurde. Andere Quellen weisen darauf hin, dass Margaret Clap vor Gericht gestellt wurde. Sie sei verurteilt und öffentlich an den Pranger gestellt worden. Dort sei sie geschlagen worden, während das Volk sie mit verfaultem Obst, Kot und toten Tieren beworfen habe.

## Weblink
- The Raid on Mother Clap's Molly House 1726 (englisch)

| Personendaten    | Personendaten                                                 |
| ---------------- | ------------------------------------------------------------- |
| NAME             | Clap, Margaret                                                |
| ALTERNATIVNAMEN  | Clap, Mother                                                  |
| KURZBESCHREIBUNG | englische Wirtin, Schlüsselfigur der homosexuellen Geschichte |
| GEBURTSDATUM     | 17. Jahrhundert oder 18. Jahrhundert                          |
| STERBEDATUM      | 1726                                                          |
| STERBEORT        | London                                                        |